# Bianchini (cràter)

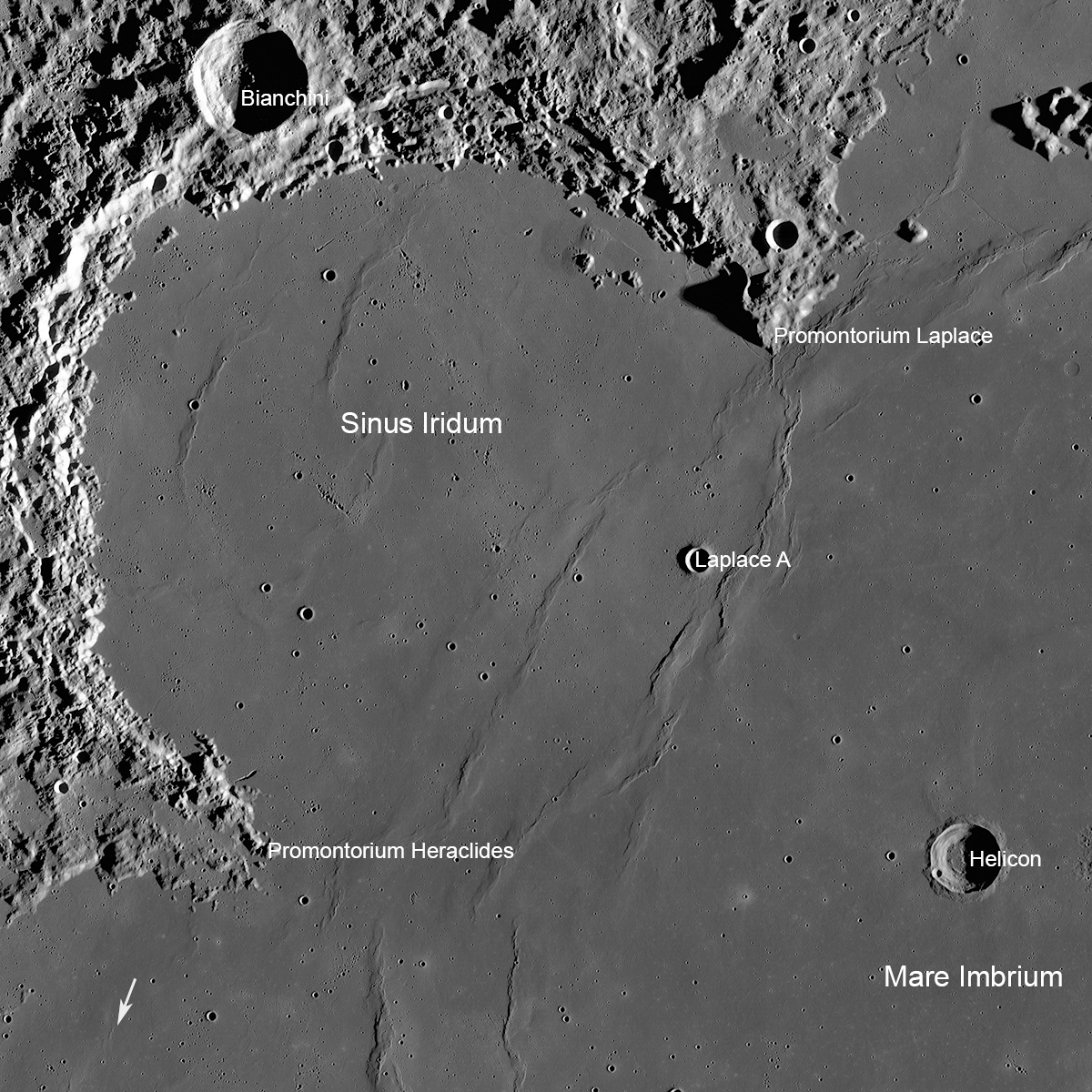
Bianchini, a la zona nord del Sinus Iridum

Bianchini és un cràter d'impacte que s'hi troba al costat del costat nord de les Montes Jura que orlen el Sinus Iridum, en la part nord-oest de la Lluna. L'impacte d'aquest cràter prop de la vora dels Montes Jura va empènyer una mica de material sobre el fons del Sinus Iridum.
El contorn d'aquest cràter està bastant intacte, encara que hi ha un petit cràter al llarg del costat interior de la vora est. Dins de la paret interior el sòl és una mica irregular, amb un petit grup de crestes en el punt mitjà. Porcions de la paret interior s'han enfonsat cap al fons al llarg del costat nord.

## Cràters satèl·lit
Per convenció aquests elements són identificats en els mapes lunars posant la lletra en el costat del punt mitjà del cràter que està més prop de Bianchini.
|           | \| Bianchini \| Coordenades \| Diàmetre \| \| --------- \| ------------------------------------ \| -------- \| \| D \| 47° 36′ N, 35° 48′ O / 47.6°N,35.8°O \| 7 km \| \| G \| 46° 42′ N, 32° 42′ O / 46.7°N,32.7°O \| 4 km \| \| H \| 48° 00′ N, 32° 42′ O / 48.0°N,32.7°O \| 7 km \| \| M \| 48° 24′ N, 30° 36′ O / 48.4°N,30.6°O \| 4 km \| \| N \| 48° 30′ N, 31° 00′ O / 48.5°N,31.0°O \| 5 km \| \| W \| 48° 30′ N, 33° 42′ O / 48.5°N,33.7°O \| 9 km \| |          |
| Bianchini | Coordenades | Diàmetre |
| D         | 47° 36′ N, 35° 48′ O / 47.6°N,35.8°O | 7 km     |
| G         | 46° 42′ N, 32° 42′ O / 46.7°N,32.7°O | 4 km     |
| H         | 48° 00′ N, 32° 42′ O / 48.0°N,32.7°O | 7 km     |
| M         | 48° 24′ N, 30° 36′ O / 48.4°N,30.6°O | 4 km     |
| N         | 48° 30′ N, 31° 00′ O / 48.5°N,31.0°O | 5 km     |
| W         | 48° 30′ N, 33° 42′ O / 48.5°N,33.7°O | 9 km     |